# Twin Oaks (Oklahoma)
Twin Oaks es un lugar designado por el censo ubicado en el condado de Delaware en el estado estadounidense de Oklahoma. En el Censo de 2010 tenía una población de 198 habitantes y una densidad poblacional de 51,26 personas por km².

## Geografía
Twin Oaks se encuentra ubicado en las coordenadas 36°11′33″N 94°49′18″O / 36.19250, -94.82167. Según la Oficina del Censo de los Estados Unidos, Twin Oaks tiene una superficie total de 6.22 km², de la cual 6.22 km² corresponden a tierra firme y (0%) 0 km² es agua.

## Demografía
Según el censo de 2010, había 198 personas residiendo en Twin Oaks. La densidad de población era de 51,26 hab./km². De los 198 habitantes, Twin Oaks estaba compuesto por el 35.35% blancos, el 0% eran afroamericanos, el 46.97% eran amerindios, el 9.09% eran asiáticos, el 0% eran isleños del Pacífico, el 0% eran de otras razas y el 8.59% pertenecían a dos o más razas. Del total de la población el 4.04% eran hispanos o latinos de cualquier raza.